# Bogdănești, Prahova
Bogdănești este un sat în comuna Gornet din județul Prahova, Muntenia, România.
Așezarea este atestată documentar din anul 1837.